# Convocazioni al campionato nordamericano femminile di pallavolo 2013
Elenco delle giocatrici convocate per il campionato nordamericano 2013.

## Canada
| N° | Nome                     | Ruolo | Data di nascita   | Squadra            |
| -- | ------------------------ | ----- | ----------------- | ------------------ |
| -  | Arnd Ludwig              | All   | 15 gennaio 1967   | -                  |
| 1  | Janie Guimond            | L     | 11 aprile 1984    | Köpenicker         |
| 2  | Lisa Barclay             | S/O   | 7 giugno 1992     | British Columbia   |
| 3  | Brittney Page            | S     | 4 febbraio 1984   | Barbãr Girls       |
| 6  | Kelci French             | P     | 28 gennaio 1990   | Trinity Western    |
| 7  | Marie-Pier Murray-Méthot | S     | 23 marzo 1986     | Verona             |
| 8  | Jaimie Thibeault         | C     | 23 settembre 1989 | Le Cannet          |
| 9  | Tabitha Love             | S/O   | 11 settembre 1991 | Criollas de Caguas |
| 10 | Marisa Field             | C     | 10 luglio 1987    | Istres             |
| 18 | Shanice Marcelle         | S     | 25 maggio 1990    | British Columbia   |
| 19 | Jennifer Lundquist       | P     | 10 settembre 1991 | Montana State      |
| 20 | Dana Cranston            | S     | 5 dicembre 1991   | Colorado State     |
| 14 | Lucille Charuk           | C     | 13 agosto 1989    | Split              |

## Costa Rica
| N° | Nome              | Ruolo | Data di nascita   | Squadra       |
| -- | ----------------- | ----- | ----------------- | ------------- |
| -  | Horacio Néstor    | All   | -                 |               |
| 1  | Dionisia Thompson | P     | 9 giugno 1978     | Goicoechea    |
| 3  | Viviana Murillo   | L     | 6 febbraio 1992   | Santa Bárbara |
| 4  | Johanna Gamboa    | C     | 23 novembre 1987  | Goicoechea    |
| 6  | Ángela Willis     | S     | 26 gennaio 1977   | Goicoechea    |
| 7  | Yuliana González  | P     | 7 giugno 1995     | Santa Bárbara |
| 9  | Verania Willis    | S     | 23 settembre 1979 | Goicoechea    |
| 10 | Paola Ramírez     | S/O   | 23 febbraio 1987  | UNED          |
| 11 | Daniela Vargas    | C     | 4 maggio 1996     | Santa Bárbara |
| 12 | Mónica Castro     | S/O   | 5 gennaio 1996    | San José      |
| 14 | Irene Fonseca     | P     | 10 ottobre 1985   | UNED          |
| 16 | Mijal Hines       | C     | 15 dicembre 1993  | Goicoechea    |
| 18 | Evelyn Sibaja     | S     | 5 febbraio 1993   | Santa Bárbara |

## Cuba
| N° | Nome             | Ruolo | Data di nascita   | Squadra        |
| -- | ---------------- | ----- | ----------------- | -------------- |
| -  | Juan Carlos Gala | All   |                   |                |
| 1  | Melissa Vargas   | S/O   | 16 ottobre 1999   | Cienfuegos     |
| 3  | Alena Rojas      | C     | 9 agosto 1992     | Ciudad Habana  |
| 6  | Daimara Lescay   | C     | 5 settembre 1992  | Guantánamo     |
| 8  | Emily Borrell    | L     | 19 febbraio 1992  | Villa Clara    |
| 9  | Dayessi Luis     | L     | 23 ottobre 1996   | Camagüey       |
| 12 | Dairiylys Cruz   | S/O   | 12 settembre 1990 | Villa Clara    |
| 13 | Rosanna Giel     | C     | 10 giugno 1992    | Ciego de Ávila |
| 15 | Beatriz Vilches  | P     | 29 gennaio 1995   | Cienfuegos     |
| 18 | Sulian Matienzo  | S     | 14 dicembre 1994  | Ciudad Habana  |
| 19 | Jennifer Álvarez | P     | 19 novembre 1993  | Cienfuegos     |
| 20 | Heidy Rodríguez  | S     | 24 giugno 1993    | Cienfuegos     |

## Messico
| N° | Nome               | Ruolo | Data di nascita   | Squadra         |
| -- | ------------------ | ----- | ----------------- | --------------- |
| -  | Claudio Torres     | All   | -                 | -               |
| 2  | Lizeth López       | L     | 14 maggio 1990    | Baja California |
| 3  | Claudia López      | P     | 21 maggio 1994    | Jalisco         |
| 4  | Gema León          | C     | 11 marzo 1991     | Nuevo León      |
| 5  | Andrea Rangel      | S/O   | 19 maggio 1993    | Nuevo León      |
| 6  | Andrea Aguilera    | C     | 24 settembre 1993 | Nuevo León      |
| 7  | Alejandra Paerales | P     | 11 agosto 1992    | Nuevo León      |
| 8  | Alejandra Isiordia | S     | 17 aprile 1994    | Baja California |
| 10 | Lizbeth Sainz      | S     | 14 dicembre 1995  | Baja California |
| 11 | Dulce Carranza     | C     | 29 giugno 1990    | Nuevo León      |
| 14 | Claudia Ríos       | S     | 22 settembre 1992 | Tamaulipas      |
| 17 | Zaira Orellana     | S/O   | 3 maggio 1989     | Jalisco         |

## Porto Rico
| N° | Nome              | Ruolo | Data di nascita   | Squadra               |
| -- | ----------------- | ----- | ----------------- | --------------------- |
| -  | José Mieles       | All   | -                 | Leonas de Ponce       |
| 1  | Debora Seilhamer  | L     | 4 ottobre 1985    | Lancheras de Cataño   |
| 6  | Yarimar Rosa      | S     | 20 giugno 1988    | Indias de Mayagüez    |
| 7  | Stephanie Enright | S     | 15 dicembre 1990  | Toray Arrows          |
| 8  | Ania Ruiz         | S     | 7 novembre 1982   | Vaqueras de Bayamón   |
| 9  | Áurea Cruz        | S     | 10 gennaio 1982   | Rabitə Baku           |
| 11 | Karina Ocasio     | S/O   | 1º agosto 1985    | Criollas de Caguas    |
| 14 | Natalia Valentín  | P     | 12 settembre 1989 | Leonas de Ponce       |
| 15 | Génesis Miranda   | S/O   | 5 giugno 1996     | Porto Rico            |
| 17 | Sheila Ocasio     | C     | 7 novembre 1982   | Valencianas de Juncos |
| 18 | Lynda Morales     | C     | 20 maggio 1988    | Mets de Guaynabo      |
| 22 | Laurie González   | L     | 8 maggio 1989     | Valencianas de Juncos |
| 23 | Wilmarie Rivera   | P     | 14 febbraio 1997  | Porto Rico            |

## Rep. Dominicana
| N° | Nome                | Ruolo | Data di nascita   | Squadra             |
| -- | ------------------- | ----- | ----------------- | ------------------- |
| -  | Marcos Kwiek        | All   | 18 luglio 1967    |                     |
| 1  | Annerys Vargas      | C     | 7 agosto 1981     | Rep. Dominicana     |
| 4  | Marianne Fersola    | C     | 16 gennaio 1992   | César Vallejo       |
| 5  | Brenda Castillo     | L     | 5 giugno 1992     | Rabitə Baku         |
| 7  | Niverka Marte       | P     | 11 ottobre 1995   | İqtisadçı           |
| 8  | Cándida Arias       | C     | 11 marzo 1992     | San Martín          |
| 12 | Karla Echenique     | P     | 16 maggio 1986    | Lancheras de Cataño |
| 14 | Prisilla Rivera     | S/O   | 29 dicembre 1984  | Pinkin de Corozal   |
| 16 | Yonkaira Peña       | S     | 10 maggio 1993    | San Martín          |
| 17 | Gina Mambrú         | S/O   | 21 gennaio 1986   | Los Cachorros       |
| 18 | Bethania de la Cruz | S/O   | 13 maggio 1987    | GS Caltex Seoul     |
| 19 | Ana Binet           | L     | 9 febbraio 1992   | Samaná              |
| 20 | Brayelin Martínez   | S/O   | 11 settembre 1996 | Mirador             |

## Saint Lucia
| N° | Nome             | Ruolo | Data di nascita  | Squadra       |
| -- | ---------------- | ----- | ---------------- | ------------- |
| -  | Combie Florian   | All   | -                | -             |
| 1  | Natalie Edward   | S     | 28 gennaio 1984  | Le Club       |
| 2  | Sancha Isidore   | L     | 24 ottobre 1989  | Le Club       |
| 4  | Latoya Edward    | S     | 24 maggio 1984   | Le Club       |
| 5  | Indira Laurencin | S/O   | 22 maggio 1985   | Le Club       |
| 6  | Lisa Casimie     | C     | 24 luglio 1996   | Jetsetters    |
| 7  | Dania Hamilton   | S     | 30 ottobre 1986  | Dig Set Plant |
| 9  | Dala Noel        | S     | 20 gennaio 1996  | Jetsetters    |
| 10 | Gifta Dujon      | P     | 26 agosto 1975   | Le Club       |
| 11 | Samantha Mann    | C     | 15 novembre 1980 | Le Club       |
| 12 | Cindy Wilson     | P     | 12 maggio 1987   | Jetsetters    |

## Stati Uniti
| N° | Nome              | Ruolo | Data di nascita  | Squadra             |
| -- | ----------------- | ----- | ---------------- | ------------------- |
| -  | Karch Kiraly      | All   | 3 novembre 1960  | -                   |
| 1  | Alisha Glass      | P     | 5 aprile 1988    | Indias de Mayagüez  |
| 7  | Cassidy Lichtman  | S     | 25 gennaio 1989  | Franches-Montagnes  |
| 8  | Lauren Gibbemeyer | C     | 8 settembre 1988 | Robursport Pesaro   |
| 9  | Kristin Richards  | S     | 30 giugno 1985   | Yeşilyurt           |
| 10 | Jordan Larson     | S     | 16 ottobre 1986  | Dinamo-Kazan        |
| 12 | Kayla Banwarth    | L     | 21 gennaio 1989  | Dresdner            |
| 13 | Christa Harmotto  | C     | 12 ottobre 1986  | Universal Modena    |
| 14 | Nicole Fawcett    | O     | 16 dicembre 1986 | Korea Expressway    |
| 15 | Kelly Murphy      | O     | 20 ottobre 1989  | Vaqueras de Bayamón |
| 17 | Lauren Paolini    | C     | 22 agosto 1987   | İqtisadçı           |
| 20 | Jenna Hagglund    | P     | 28 maggio 1989   | UGSÉ Nantes         |
| 24 | Kimberly Hill     | C     | 30 novembre 1989 | Pepperdine          |

## Trinidad e Tobago
| N° | Nome                  | Ruolo | Data di nascita  | Squadra       |
| -- | --------------------- | ----- | ---------------- | ------------- |
| -  | Francisco Cruz        | All   | -                |               |
| 1  | Andrea Kinsale        | S     | 24 dicembre 1989 | Technocrats   |
| 2  | Zahra Collins         | S     | 31 agosto 1996   | Glamorgan     |
| 3  | Channon Thompson      | S     | 29 marzo 1994    | AZS Białystok |
| 4  | Kelly-Anne Billingy   | S     | 15 maggio 1986   | UGSÉ Nantes   |
| 6  | Senead Jack           | C     | 8 novembre 1993  | AZS Białystok |
| 8  | Darlene Ramdin        | C     | 5 agosto 1989    | Glamorgan     |
| 10 | Courtnee-Mae Clifford | L     | 6 luglio 1990    | UTT           |
| 11 | York Makila           | S/O   | 7 gennaio 1995   | Glamorgan     |
| 12 | Renele Forde          | P     | 6 agosto 1990    | Technocrats   |
| 16 | Krystle Esdelle       | S/O   | 1º agosto 1984   | AZS Białystok |
| 17 | Abigail Gloud         | C     | 15 luglio 1987   | UTT           |
| 18 | Rechez Lindsay        | S     | 19 gennaio 1994  | Holy Name     |